# Taro Urabe
Taro Urabe (卜部 太郎 Urabe Taro?), född 11 juli 1977 i Hyōgo prefektur, är en japansk före detta fotbollsspelare.
Urabe började sin karriär 1996 i Cerezo Osaka. 1999 flyttade han till Montedio Yamagata. Efter Montedio Yamagata spelade han för Rochedale Rovers. Han avslutade karriären 2008.